# Barstow (Califòrnia)
|  | Per a altres significats, vegeu «Barstow». |

Barstow és una població dels Estats Units a l'estat de Califòrnia. Segons el cens del 2007 tenia 24.600 habitants.

## Demografia
Segons el cens del 2000, Barstow tenia 21.119 habitants, 7.647 habitatges, i 5.253 famílies. La densitat de població era de 242,8 habitants/km².
Dels 7.647 habitatges en un 36,7% hi vivien nens de menys de 18 anys, en un 45,4% hi vivien parelles casades, en un 17,7% dones solteres, i en un 31,3% no eren unitats familiars. En el 25,9% dels habitatges hi vivien persones soles el 8,5% de les quals corresponia a persones de 65 anys o més que vivien soles. El nombre mitjà de persones vivint en cada habitatge era de 2,71 i el nombre mitjà de persones que vivien en cada família era de 3,27.
Per edats la població es repartia de la següent manera: un 30,8% tenia menys de 18 anys, un 10,4% entre 18 i 24, un 27,4% entre 25 i 44, un 19,3% de 45 a 60 i un 12,1% 65 anys o més.
L'edat mediana era de 32 anys. Per cada 100 dones de 18 o més anys hi havia 97,1 homes.
La renda mediana per habitatge era de 35.069 $ i la renda mediana per família de 40.160 $. Els homes tenien una renda mediana de 37.425 $ mentre que les dones 25.380 $. La renda per capita de la població era de 16.132 $. Entorn del 15,6% de les famílies i el 20,3% de la població estaven per davall del llindar de pobresa.

## Poblacions properes
El següent diagrama mostra les poblacions més properes.